# Wochenspruch der NSDAP

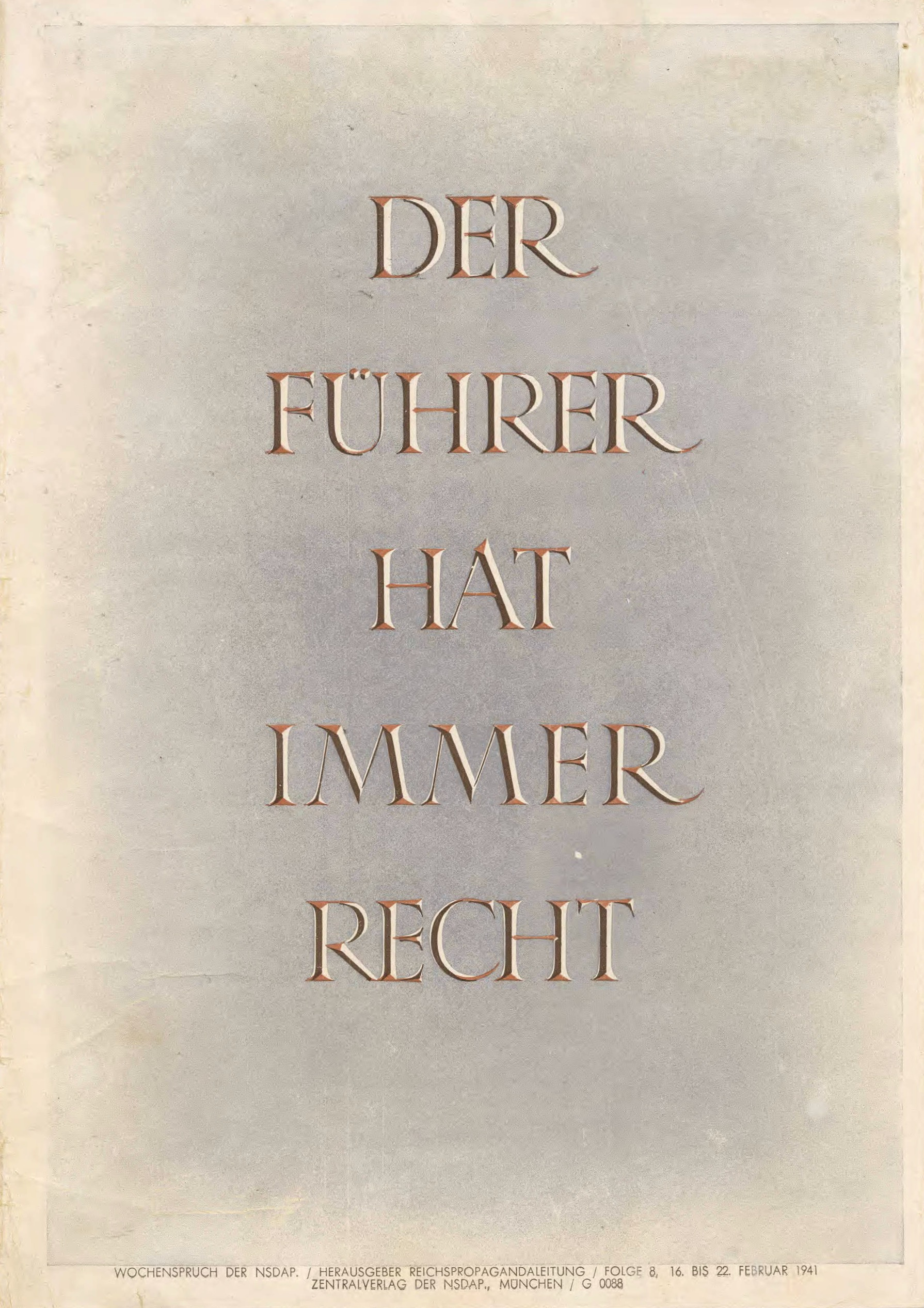
„Wochenspruch der NSDAP“ vom 16. Februar 1941

Der Wochenspruch der NSDAP war eine zwischen 1937 und 1944 von der NSDAP veröffentlichte Wandzeitung. Sie enthielt hauptsächlich Zitate von NS-Führern.
Es wurden rund 1100 Ausgaben veröffentlicht. Einige wurden von der Reichspropagandaleitung herausgegeben, andere von örtlichen Parteiorganisationen im jeweiligen Gau.

## Belege
1. ↑  Index to Weekly Quotation Posters of the NSDAP. Abgerufen am 26. Juni 2020 (englisch).
2. ↑  Bernd Sösemann: Wochensprüche. FU Berlin (AKiP), abgerufen am 26. Juni 2020.